# Balta longicercata
Balta longicercata är en kackerlacksart som först beskrevs av Bolivar 1924.  Balta longicercata ingår i släktet Balta och familjen småkackerlackor. Inga underarter finns listade.